# Farga Rossell
Het Farga Rossell is een etnologisch museum in de Andorrese parochie La Massana. Het museum is gewijd aan de ijzerbewerking en -commercialisering op de Catalaanse markt en is gelegen aan de Avinguda del Través langs de Valira del Nord, even ten noordoosten van het stadscentrum.
Het Farga Rossell huist in een 19e-eeuwse smederij, gebouwd tussen 1842 en 1846 en actief tot 1876. Deze was een van de laatste actieve smederijen van het land.
De naam betekent 'smederij Rossell'; farga is een regionale versie van het Catalaanse woord forja.